# 사탄의 성전
사탄의 성전( - 聖殿, 영어: The Satanic Temple, TST)은 주로 미국과 캐나다, 호주, 영국 등에 기반을 둔 무신론적 종교 및 인권 단체이다. 이 조직은 조직의 대변인인 루시엔 그리브스와 말콤 제리(이는 익명이다)가 공동 설립했다.
이곳은 사탄의 이미지를 사용하여 평등주의, 사회 정의, 교회와 국가의 분리를 촉진하고 모든 사람들 사이에 자비와 공감을 장려하는 활동을 한다. 사탄의 성전은 주의를 환기시키고 사람들이 두려움과 인식을 재평가하도록 촉구하고, 종교의 위선과 종교 자유에 대한 침해를 강조하기 위해 공개 캠페인에서 풍자, 연극적 책략, 유머 및 법적 조치를 활용했다.
공무에 대한 조직의 참여에는 정치적 행동과 로비 활동이 포함되며, 개인의 종교 자유를 방해할 때 기독교 특권을 폭로하는데 중점을 둔다. 이는 결혼을 주법보다 우선해야 하는 수정 헌법 제1조에 의거하여 종교 자유 보호 하에 보장되어야 하는 종교로 간주한다.
예를 들어, 이 단체는 신체의 불가침을 핵심 교리로 생각하기 때문에 의무적 대기 기간을 포함한 법률적인 낙태에 대한 제한을 사탄 숭배자들이 종교를 실천할 권리를 침해하는 것으로 간주한다.
사탄의 성전은 실제로 초자연적인 존재인 사탄을 믿지 않는다. 대신에 실용주의적 회의론, 합리적 호혜주의, 개인적 자율성, 호기심을 조장하기 위해 문학적 사탄을 은유로써 그들의 대표로 사용한다. 따라서 사탄은 임의의 권위와 사회적 규범에 대항하는 반역자를 나타내는 상징으로 사용된다.
사탄의 성전이 지지하는 사타니즘의 종류에 부여된 구체적인 명칭은 명확히 밝혀지지 않았다. 공식적인 이름이 없기 때문에 종교는 다양한 이름으로 간주되었다. 사탄의 성전의 종교를 언급하는데 사용되는 이름 중 일부는 사탄의 성전 사탄주의, 자비로운 사탄주의 등 일곱 가지 교리의 사탄주의를 포함하지만 이에 국한되기만 하는 것은 아니다.

## 역사

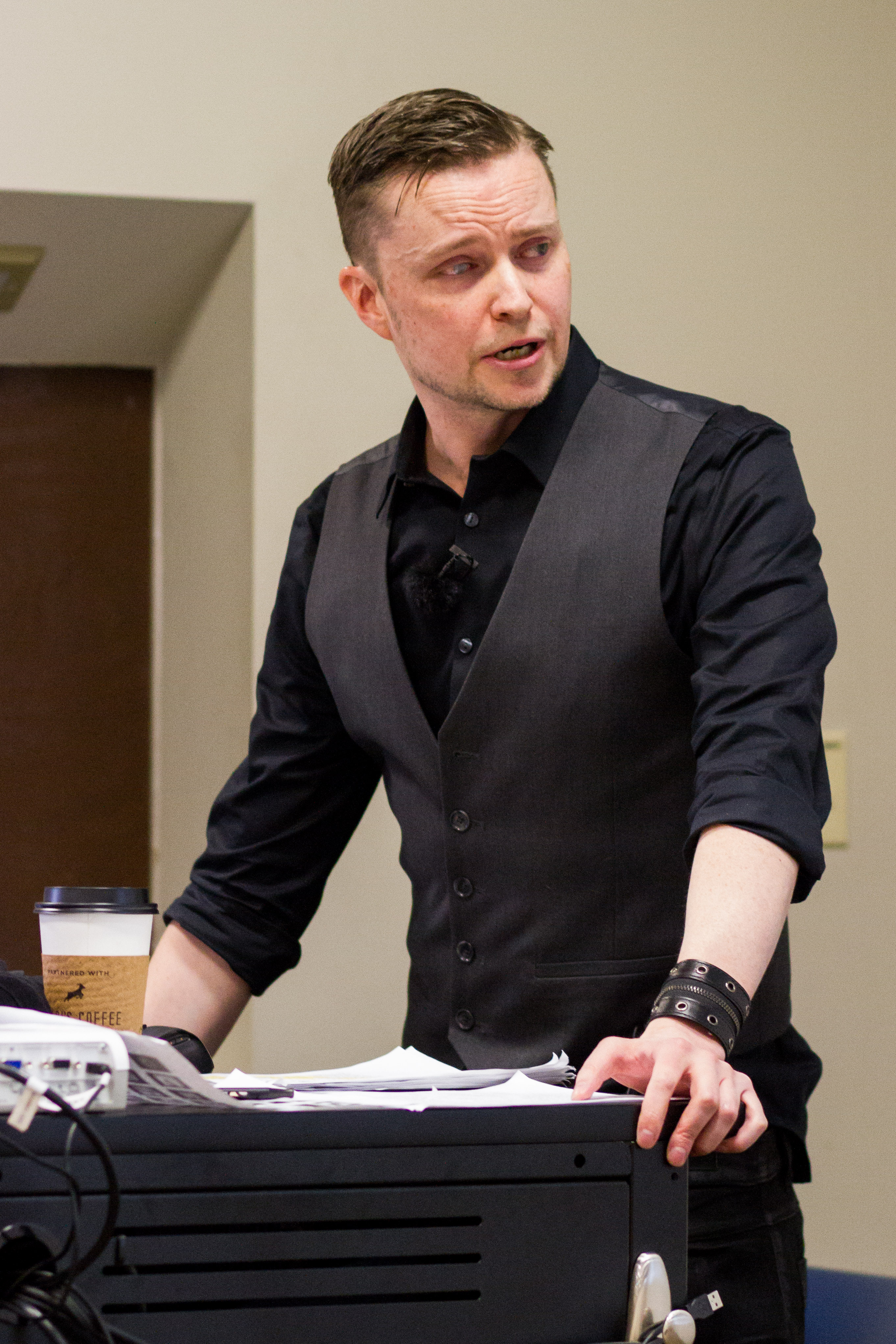
2016년 3월 SASHAcon에서 열린 사탄의 성전의 대변인이자 공동 창립자, 루시엔 그리브스.

공동 설립자 루시엔 그리브스와 말콤 제리는 2012년에 만났다. 사탄의 성전은 2013년 1월에 활성화되었다. 뉴욕타임즈와의 인터뷰에서 말콤 제리는 사탄 신앙에 기반을 둔 조직을 시작하려는 아이디어가 처음에는 "부시 행정부의 기금 수령 기준을 모두 충족하기 위해 고안되었지만 거부감이 들었다"고 말했다. 이 아이디어는 당시 대통령 조지 W. 부시가 백악관 사무소를 설립한데서 영감을 받았다.

### 본부
사탄의 성전은 2016년, 매사추세츠 주 세일럼에 공식 본부를 열었다. 이 공식 본부는 빅토리아 시대 이전의 장례식장으로 목탄으로 칠해져 있으며 Salem Art Gallery로 사용되기도 한다.

### 면세 자격
2019년 4월 25일, 사탄의 성전은 국세청으로부터 교회 또는 교회 협회로 분류되어 얻는 혜택인 면세를 받았다고 발표했다. 사탄의 성전은 이전에 존슨 수정안이 2017년 5월 트럼프 대통령이 서명한 "언론의 자유와 종교적 자유 증진"의 행정 명령이 약화될 때까지 면세 지위를 추구했다. 공동 창립자 루시엔 그리브스는 당시 다음과 같이 말했다.
물론 이러한 사건의 또 다른 부산물은 사탄 사원이 종교적 세금 면제를 받아들이기 위한 이전의 원칙적인 거부를 재평가해야 한다는 것이다. 이 입장은 이제 "없음"의 완전한 이점을 제공하는 반면, 우리의 신정주의 상대들은 헌법과 그것이 이전에 옹호했던 모든 것을 짓밟는다. 이제는 더 원칙적인 입장이 우리의 상대를 대등한 입장에서 만나, 우리가 할 수 있는 한 무섭도록 비대칭적인 전투의 균형을 맞추는 시기인 것 같다. "종교적"이라는 것이 점점 더 특권 계급으로 자리 잡으면서, 우리는 이 특권이 모든 사람들에게 이용될 수 있도록 해야 하고, 미신이 비신론적 종교나 비신앙에 대한 배타적 권리를 얻지 않도록 해야 한다. 종교-정치적 지형이 우리가 이전에 인식했던 것에서 갑자기 너무 괴상하게 변형되면서, 비신앙자들이 그들의 언어를 그에 따라 조정해야 한다. 그리고 종교에 대한 뚜렷한 종교적 의견 또는 의견을 발전시키는 무신론적이고 세속적인 비영리 단체들이 그들 스스로 종교세 면제의 타당한 수혜자라고 주장하는 것이 타당해 보인다.

Another byproduct of this turn of events, of course, is that The Satanic Temple must re-evaluate its prior principled refusal to accept religious tax-exemption. This position now confers a total advantage of "none", while our theocratic counterparts trample over the Constitution and all it previously stood for. It appears that now is a time in which a more principled stand is to meet our opponent on equal footing, so as to balance, as best we can, what has been a frighteningly asymmetrical battle. As “the religious” are increasingly gaining ground as a privileged class, we must ensure that this privilege is available to all, and that superstition doesn’t gain exclusive rights over non-theistic religions or non-belief. With the religio-political landscape suddenly so grotesquely deformed from what we previously recognized, it seems reasonable that non-believers should adjust their language accordingly, and insist that atheistic and secular non-profits, advancing a distinct religious opinion and/or opinion upon religion, are themselves rightful beneficiaries of religious tax exemption as well.— 루시엔 그리브스, “The Satanic Temple is Now a Registered Tax-Exempt Church”.

새로운 세금 상태를 발표하면서 그리브스는 다음과 같이 말했다.
"우리가 진정한 종교 조직의 자격을 충족하지 못한다는 의심을 잠재우면서 평등한 접근과 면제에 대한 우리의 주장을 더 잘 주장하는데 도움이 될 수 있다. 사탄주의가 여기에 있다."

### 국제적 위상
사탄의 성전은 국제 추종자와 지부(지금은 회중-congregations라고 함)의 다양한 요구에 순응하는데 어려움을 겪었다. 사탄의 성전은 이미 미국 전역에 새로운 지부 설립 요구에 부응하는데 어려움을 겪고 있었고, 미국 내에서 운영된다는 가정을 기반으로 구성되었기 때문에 이러한 어려움은 대부분 실질적인 조직 과정에서 비롯되었다. 예를 들자면 종교적인 이유로 폭력의 위험이 너무 높은 지부(페루, 우간다 등)를 설립할 때, 회원들은 이곳 지부에 지원하기를 꺼렸다.
국제 회원을 조직에 통합하는 어려움으로 인해 하나의 분열이 발생했으며, 이는 Global Order of Satan이라는 또 다른 종교 조직을 탄생시키는데 기여했다.

## 사명
사탄의 성전은 그 사명을 다음과 같이 설명한다.
사탄의 성전의 사명은 모든 사람들 사이의 자애와 공감을 장려하고, 폭압적인 권위를 거부하고, 실제적인 상식을 옹호하고, 부정을 반대하고, 고귀한 추구를 수행하는 것이다. 사탄 사원은 공개적으로 증오 단체들과 맞서고, 공립학교의 체벌 폐지를 위해 투쟁하고, 공공재산에 종교 시설을 설치할 때 평등한 대표성을 신청하고, 여성의 생식 자율성을 과학적으로 제한하는 법에 대한 종교적 면제와 법적 보호를 제공하고, 공개하여 왔다. 정신 건강 관리에 있어서 해로운 사이비 과학 실천가들, 다른 종교 방과후 클럽들과 함께 종교 단체들에 의해 둘러싸인 학교에서 클럽을 조직하고, 우리의 교리에 따라 다른 옹호 활동을 했다.

The mission of The Satanic Temple is to encourage benevolence and empathy among all people, reject tyrannical authority, advocate practical common sense, oppose injustice, and undertake noble pursuits. The Satanic Temple has publicly confronted hate groups, fought for the abolition of corporal punishment in public schools, applied for equal representation when religious installations are placed on public property, provided religious exemption and legal protection against laws that unscientifically restrict women's reproductive autonomy, exposed harmful pseudo-scientific practitioners in mental health care, organized clubs alongside other religious after-school clubs in schools besieged by proselytizing organizations, and engaged in other advocacy in accordance with our tenets.— The Satanic Temple, about us

### 교리
사탄의 성전에는 7가지 기본 교리가 있다.
I .이성에 따라 모든 피조물에게 연민과 공감을 가지고 행동하도록 노력해야 한다.
Ⅱ . 정의를 위한 투쟁은 법과 제도보다 우선되어야 하는 지속적이고 필요한 추구이다.
III . 사람의 몸은 불가침이며, 오직 자신의 의지에만 달려 있다.
IV . 누군가의 기분을 상하게 할 자유를 포함한 타인의 자유는 존중되어야 한다. 고의적으로 부당하게 다른 사람의 자유를 침해하는 것은 곧 자신의 자유를 포기하는 것과 같다.
V . 신념은 세계에 대한 최고의 과학적 이해와 일치해야 한다. 자신의 신념에 맞게 과학적 사실을 왜곡하지 않도록 주의해야 한다.
VI . 누구나 실수할 수 있다. 그러나 실수를 했다면 최선을 다해 그 실수를 시정하고, 이로 인해 발생할 수 있는 피해를 해결해야 한다.
VII . 모든 신조는 행동과 생각에서 사람들을 고무시키기 위해 고안된 지침 원칙일 뿐이다. 연민, 지혜, 정의의 정신은 항상 글이나 말보다 우선해야 한다.

## 캠페인 및 발안

### 그레이 팩션
그레이 팩션(Gray Faction)은 사탄의 의식 남용 음모 이론과 관련된 잘못된 행위와 사이비 과학을 폭로하는 것을 목표로 하는 사탄의 성전 프로젝트 중 하나이다. 이 단체는 의료 회의에 항의하고 법적 조치를 취하며 의료 위원회에 청원했다. 또한 회복 기억 요법의 신뢰할 수 없는 관행을 옹호하는 국제 외상 및 해리 연구 학회에서 개최한 회의에 항의했고, 의심스러운 의사소통과 관련된 사람인 지지 조던(Gigi Jordan)이 그녀의 아이를 살해한 사건에 대한 조사를 청원했다.

### 학교에서의 기도
사탄의 성전은 2013년 1월 플로리다 주 의사당에 모인 사탄주의자 모임이 학교 집회에서 학생 주도의 기도를 허용하는 상원 법안 98에 서명한 릭 스콧 주지사가 법안에 대한 승인을 표시한 후 처음으로 언론의 주목을 받았다.
이 단체는 더 나아가 법안에 종교가 명시되어 있지 않기 때문에 사탄의 성전을 비롯한 모든 종교의 학생이 기도를 인도할 수 있다고 밝혔다. 추가로 사탄의 성전 멤버들은 "이제 우리 사탄의 성전의 아이들이 학교에서 사탄에게 기도할 수 있게 되어서 얼마나 기뻤는지 말하기 위해 나왔다"고도 밝혔다.

### 핑크 미사
2013년 7월 사탄의 성전은 웨스트보로 침례교회 설립자 프레드 펠프스의 어머니인 캐서린 존스톤(Catherine Johnston)의 무덤에서 핑크 미사(Pink Mass)를 거행했다. 미사는 Westboro Baptist Church가 보스턴 마라톤 폭탄 테러 희생자들의 장례식에 피켓 시위를 하겠다고 발표한 후 거행되었다.
Queerty.com은 후기 성도 운동의 분파가 수행하는 유사한 활동에 근거한 미사 개념을 제안했는데, 그곳에서 대리 침례를 행할 것이라고 했다. 핑크 미사는 그리브스가 주례했으며 두 게이 남성이 존스톤의 무덤에 키스하는 동안 그리브스는 그의 성기로 묘비를 만지고 고인의 성적 취향을 바꾸려는 주문을 외쳤다. 그리브스는 경범죄로 기소되었고 미시시피 주 로더데일 카운티(존스톤의 무덤이 있는 곳)로 돌아가면 체포될 것이라고 들었다. 2014년 3월 19일 펠프스가 사망하기 직전 사탄의 성전은 교회 설립자를 위해 유사한 의식을 개최하는데 관심을 보였다.이러한 행동이 가능했던 이유 중 하나는 사탄의 성전에서는 동성결혼 축복이 허용되기 때문이다.

### 블랙 미사
2014년 5월, 성전은 Harvard Extension Cultural Studies Club의 후원으로 Harvard University 캠퍼스에서 블랙 미사(Black Mass)가 거행될 예정이었다. 그러나 보스턴 대교구와 학교 행정가의 심한 반대에 따라 캠퍼스 밖으로 이전할 수 밖에 없었다.

### 바포멧 동상
염소 머리에 천사 날개를 지닌 우상인 바포메트를 묘사한 기념비적인 청동 조각은 2014년에 크라우드 펀딩을 받아 다음 해에 공개되었다. 이 동상은 오클라호마와 아칸소 주 의사당에서 십계명을 전시하는 것과 관련된 문제 제기에서 두드러지게 나타났다.

### 어린이 보호 프로젝트
2014년 봄, 사탄의 성전에서 시작한 Protect Children Project는 독방 감금을 통해 교사와 관리자에 의해 학교에서 정신적 또는 신체적 학대를 받을 위험이 있는 아동을 지원하기 위해 수정헌법 제1조 보호를 제공하는 것을 목표로 한다. 프로텍트 칠드런 프로젝트의 웹사이트는 참가자들에게 시위의 한 형태로 "아동 보호의 날"로 지정된 날에 미리 작성된 편지를 인쇄하여 각자의 학교 이사회에 보낼 것을 요청했다. 2017년 3월 사탄의 성전은 Protect Children 프로젝트의 일환으로 학교 체벌에 반대하는 반성기 캠페인을 시작했다. 그들은 텍사스에 "다시는 학교에서 아이들을 때리지 말고, 종교적 권리를 행사하라"고 씌여 있는 패널을 이용했다.

### Planned Parenthood 반대 시위
2015년 8월 22일 사탄의 성전 디트로이트 지부는 같은 날짜에 Planned Parenthood에 반대할 계획이었던 낙태 반대 단체에 대한 응답으로 Ferndale Planned Parenthood 밖에서 반대 시위를 개최했다. 항의의 일환으로 성전은 성직자 복장을 한 두 남자가 무릎을 꿇고 여배우에게 우유를 붓는 게릴라 연극 공연을 열었다.
사탄의 성전 조직이 이를 지원하기 전에도 이러한 유형의 시위는 개최된 적이 있었다. 이전에 2013년에 텍사스 주 의사당으로 아이들을 데리고 와서 "하일 사탄"을 외치는 시위를 한 적이 있었기 때문이다. 그들은 "우리 엄마의 질에서 나가라"라고 적힌 푯말을 들고 있었다.
2016년 4월 23일 디트로이트 템플 카운터의 회원들은 친생명 협회의 Planned Parenthood에 대한 항의를 위해 시민들에게 항의했다. 사탄의 성전 측은 속박 페티쉬 복장을 하고 아기 마스크와 기저귀를 착용하고 채찍질을 하며 행진했다. 사탄의 성전은 항의 이유가 "아기의 물신화와 추상화를 강조하는 태아 우상 숭배 행위로 반선택 시위를 폭로하기 위함"이라고 말했다.

### 이슬람 난민 운동
2015년 11월, 사탄의 성전은 2015년 파리 테러에 대한 반발을 두려워하는 무슬림이나 난민을 수용하겠다는 제안으로 언론의 주목을 받았다.

### Junipero Serra의 악마화
사탄의 성전, 로스앤젤레스 지부는 또한 프란치스코 교황이 Junípero Serra의 시성화에 항의했으며 2015년에 그들은 기독교 선교사를 악마화하는 의식을 열었다. 그는 자신의 영토에서 스페인 종교 재판을 이끌었고, 주술, 요술 및 악마 숭배 범죄에 대해 선교부 주민들을 재판했다.

### 펜타그램 의식
2016년 6월 6일, 사탄의 성전은 처음으로 공직에 선출된 사탄의 성전 회원이 되기를 희망한 캘리포니아주 상원 후보 스티브 힐을 지원하기 위해 로스앤젤레스 카운티의 캘리포니아 랭커스터 시 주변에서 펜타그램 의식(Pentagram ritual)을 수행했다.

### 애프터 스쿨 사탄
애프터 스쿨 사탄(방과 후 사탄)은 사탄의 성전이 후원하는 방과 후 프로그램이다. 그것은 2016년 7월에 Good News Club이라는 기독교 기반 방과 후 그룹의 대안으로 만들어졌다.

### 로스앤젤레스의 미사
트럼프 대통령 취임 1주일 전인 2017년 1월 14일, 성전은 역사상 가장 큰 사탄 모임을 주최했는데, 바포멧 제막식을 위해 디트로이트에서 열린 2015년 모임의 참석자 수가 두 배로 증가하기를 빌었다. VICE와 NatGeo의 영화 제작진이 이벤트를 했다. 미사는 세 부분으로 구성되어 있었고, 이는 각각 Invocation Ritual, Destruction Ritual, Bloodletting Ritual이다. 현지 로스앤젤레스 언론도 행사를 취재하기 위해 참석했으며, 정말 좋은 시간이었다고 평했다.

### 성탄절 전시
사탄의 성전은 미국 전역의 공공 장소에서 기독교 성탄절 장면에 인접하게 나타나도록 다양한 전시물을 세웠다. 2014년 플로리다 주 의사당 원형 홀의 전시에서는 천사가 하늘에서 화염 구덩이로 떨어지는 모습을 보여 주었다.
같은 해에 미시간 주 의사당에서 열린 전시에는 "가장 큰 선물은 지식이다"라는 메시지와 검은 리바이어던 십자가에 감긴 뱀의 묘사가 등장했다. 디트로이트 지부의 후원을 받아 "Snaketivity" 전시는 2015년, 그리고 2016년에 다시 Lansing 국회 의사당 부지로 돌아갔다.
시카고 챕터는 2018년 일리노이 주 의사당 원형 홀에 전시할 조각으로 "Snaketivity"를 업데이트했다. 사과를 선물하는 여성의 손에 뱀이 감겨 있고 지지대에 "지식은 가장 큰 선물이다"라는 메시지가 새겨져 있다. 이와 같은 조각품이 2019년에 반환되었다. 웨스트 미시간 지부는 2019년 동지, 주 의사당 밖에 성탄절 염소를 설치했다.
주 의사당의 휴일 전시에 대한 전염병 중단 이후, 일리노이 회중은 이를 축하하기 위해 원형 홀을 위한 새로운 조각품, Sol Invictus 2021: Baphomet을 발표했다. 그리고 지역 가톨릭 주교인 토마스 파프로키(Thomas Paprocki)는 12월 20일에 열린 동상 설치에 참석하라는 초청을 거절했다.

### 애리조나주 스코츠데일 호출 챌린지
스코츠데일 시의회 회의는 2016년 사탄의 성전 애리조나 지부의 기도 요청을 거절했다. 이 거부의 판단 근거는 지역사회와 실질적인 연결이 있는 그룹만 허용된다는 것에 기반했다. 그리고 스코츠데일 제일남방침례교회 목사가 대신 선택되었다.
사탄의 성전은 신청 과정에서 "지역 커뮤니티" 질문이 전혀 없었다고 주장한다. 애리조나 지부의 공동 설립자인 미셸 쇼트(Michelle Shortt)는 "기도에 관한 문서화된 정책이 없으며 지역 사회와 시 공무원의 반발 이후 결정을 번복했을 뿐"이라며 시를 상대로 소송을 제기했다. 시의회는 2020년 1월 피닉스에서 열리는 연방 법원 재판을 진행하기 위한 추가 자금을 만장일치로 승인했다. 사탄의 성전은 판사의 판결에 항소했다.

### 종교적 낙태 의식
2020년 6월 낙태 소송이 실패한 후, 사탄의 성전은 2020년 8월 5일에 종교적인 낙태 의식을 발표했으며, RFRA 주의 회원들은 "임신 중절을 시도할 때의학적으로 불필요하고 비과학적인 낙태 규정을 준수"하지 않도록 했다. 2021년 9월 사탄의 성전은 회원들에게 미소프로스톨과 미페프리스톤을 제공하고자 하는 의료 낙태 약물에 대한 신앙에 근거한 권리를 주장하는 미국 식품의약국(FDA)의 판단을 이용했다. 성전 변호사들은 최근 미국 대법원이 지지한 텍사스의 특정 낙태법에 항의하며 성전이 무신론 종교 단체로서의 지위를 가져야 신앙에 근거한 낙태에 대한 접근이 보장되어야 한다고 주장한다.

### 사탄콘
2022년 2월 12일, 사탄의 성전은 애리조나주 스코츠데일의 사와로 호텔에서 첫 사탄콘(SatanCon)을 개최했다. 이 사탄콘에 대해 호텔 밖에서 수백 명의 기독교인들이 십자가와 사탄을 비난하는 패널을 들고 항의했다. 트윗을 기반으로 한 보고서에 따르면, 한때 일부 개신교와 가톨릭 시위대가 신학적인 차이를 두고 서로 싸우기 시작하자 경찰이 시위에 개입해야 했다고 한다.

## 멤버십
사탄의 성전의 회원 자격은 무료이며 누구에게나 열려 있으며 공식 웹 사이트에서 가입하여 얻을 수 있다. 멤버십 카드는 35달러에 구입할 수 있다. 또한 NYC 회중의 Draco Ignis와 Hofman A Turing에 따르면 어느 정도는 차이가 있을 수 있지만, 전반적으로 회원은 지역 회중 가입을 신청할 수 있다.
이에 대해 사탄의 성전에서는 이렇게 말한다. "당신이 있는 곳에 지역 회중이 있다면, 당신이 합류하기 위해서는 받아들여져야 하지만 입문이나 그 어떤 것도 없다. 당신은 사탄주의자일 필요도 없다. 모든 미학적 측면에 대해 지나치게 흥분하지 않고 정치적이고 세속적인 행동을 믿는 강력한 동맹자가 될 수 있다."
회원 자격은 회원이 사탄의 성전 정신과 그 신조와 일치하는 방식으로 행동하지 않을 경우 갱신, 취소 또는 종료될 수 있다. 사탄의 성전에 관한 내용을 방영한 2019년 다큐멘터리 영화 "Hail Satan?"에서는 도널드 트럼프 당시 대통령에 대한 폭력을 촉구하기 위해 사탄의 성전 행사를 사용한 회원의 제명에 대해 언급한다.

## 회중
회중(Congregation)은 조직된 사탄의 성전 회원의 지역 그룹이다. 일부 교회는 사탄의 성전에 의해 "캠페인, 사교 행사 및 해당 지역과 관련된 기타 활동 및 전국 사탄의 성전 캠페인과의 협력"에 참여할 수 있다. 사탄의 성전은 회원들이 존재하지 않는 교회를 형성하거나 이미 설립된 교회에 가입하도록 권장하지만 적극적으로 자체적으로 설립하지는 않다.
2021년 이전에는 회중을 지부라고 불렀다. 챕터는 사탄의 성전 International Council과 관련되어 있었고 사탄의 성전 이니셔티브의 개발에 적극적으로 참여할 수 있었다. 첫 번째 챕터는 2014년 미시간주 디트로이트에서 설립되었다. 그 챕터는 2018년에 중단되었으며 같은 해 포틀랜드, 오리건, 로스앤젤레스, 캘리포니아 및 영국의 챕터는 국가 리더십과의 내부 분쟁으로 사탄의 성전에서 분리되었다.
최근에 전 세계적으로 회중이 생겨났다. 2022년 4월 기준으로 미국 본토, 영국, 캐나다, 호주 전역에 설립되었다.

## 휴일
사탄의 성전은 공식적으로 5개의 휴일을 인정한다.
| 날짜      | 이벤트      |
| --------- | ----------- |
| 2월 15일  | 루퍼칼리아  |
| 4월 30일  | 헥센나흐트  |
| 7월 25일  | 공개일      |
| 10월 31일 | 할로윈      |
| 12월 25일 | 솔 인빅투스 |

### 루페르칼리아
루페르칼리아(Lupercalia)는 신체의 자율성, 성적 해방 및 재생산의 축하이다. 같은 이름의 로마 축제를 기반으로 한 루페르칼리아는 2월 15일에 벌어진다. 고대 전통에 따라 2월 13일과 14일은 실제 휴일로 이어지는 축일로 지킨다. 사탄의 성전에서는 이 날이 당신 자신을 환영하는 날이다. 이 아이디어는 Sol Invictus의 "타인 중심" 전통과 유사하다.

### 헥센나흐트
헥센나흐트는 마녀사냥, 사탄의 공황, 기타 불의 등의 이유로 미신과 사이비 과학에 희생된 사람들을 기리는 행사이다. 요한 볼프강 폰 괴테의 파우스트: 비극(1808)에서 메피스토와 파우스트는 브로켄 산 정상에서 열리는 헥센나흐트(발푸르기스의 밤) 행사에 참석한다. 사탄의 성전의 Hexenacht는 미신에 의해 희생된 이들을 기리는 엄숙한 명절이다.

### 공개일
공개일(Unveiling day)은 종교적 다양성의 축하와 고대 미신을 버리는 날이다. 우리 종교 운동의 중심이자 현대 사탄주의의 아이콘인 Baphomet with Children상은 사탄의 성전이 2014년에 의뢰했으며 Mark Porter가 "다양성과 종교적 소수자에 대한 존중"을 염두에 두고 만들었다. 2015년 7월 25일 사탄의 성전은 새로운 사탄 시대의 시작을 알리는 디트로이트의 수많은 신도들에게 바포멧을 공개했다. 이 날을 공개일(Unveiling Day)이라고 하며, 계시의 날을 축하함으로써 사탄의 역사에서 이 이정표를 관찰한다.

### 할로윈
할로윈은 방종을 축하하고 어둠과 그 미학을 포용하는 날이다.할로윈은 종교적 교리에 빠져 있는 사람들에 의해 지속적으로 사악하고 악마적이며 사탄적인 것으로 묘사된다. 의상, 사탕, 직면하는 두려움을 수용해야 한다.

### 솔 인빅투스
솔 인빅투스(Sol Invictus)는 미신에 굴복하지 않고 지식을 추구하고 공유하기 위한 날이다. 솔 숭배는 공화국 초기부터 로마 내에 존재했으며 인빅투스는 목성, 화성, 아폴로(주로)에 사용된 별명이었다. 이 축제는 이 신들을 기념했으며 동지 축하에도 사용되었을 수 있다. 12월 25일이다.
이 조직은 휴가철에 여러 주정부 청사에 종교 전시물을 설치하여 다른 종교의 전시물과 함께 전시하기 위해 과거에 논란을 불러일으켰다. 논란에 대해 사탄의 성전의 대변인인 루시엔 그리브스는 이 전시의 목표를 종교적 표현과 종교적 다원주의의 축하라고 밝히고 "우리의 진정한 메시지는 다원주의를 재건하는 것"이라고 말했다.

## LaVeyan 사탄주의와 비교
루시엔 그리브스는 사탄의 성전이 LaVey의 사탄주의의 진보적이고 업데이트된 버전이라고 설명했다. 사탄의 성전은 자신을 "사탄 사상의 자연적 진화"를 나타내는 선조와 분리되고 구별되는 것으로 간주한다.
사탄의 성전의 설립자 중 한 명인 그리브스는 LaVeyan 사탄주의 내의 사회 진화론과 니체주의의 요소가 게임 이론, 상호 이타주의, 인지 과학 등과 일치하지 않는다고 말했다. 그는 또한 LaVeyan 사탄 교회가 정치적 로비가 부족하고 배타적이라고 보았고, 그들을 독재적이고 위계적이라고 언급하고 교회가 권위주의를 물신화한다고 비판했다.
반대로 사탄교는 사탄의 성전이 사탄주의자로 가장한 것일 뿐 사탄교를 대표하는 것이 아니라고 주장하는 성명을 발표했다.

## 반향
사탄의 성전은 그들의 행동, 특히 종교 단체와 인물들로부터 일부 비판을 받았다. 많은 비평가들은 사탄의 성전이 진지한 조직이 아니라 장난, 풍자 또는 정교한 트롤링 시도를 위한 것이라고 믿는다. 그리브스와 Blackmore는 2013년 Vice와의 인터뷰에서 사탄의 성전이 사탄적이고 풍자적일 수 있다고 밝혔듯이 이러한 주장을 모두 기각했다. Blackmore는 또한 사람들이 "그저 충격적인 것 외에는 아무 이유 없이 문제를 일으키려고 시도하고 있다"고 믿고 있다고 말했지만 사탄의 성전 측은 "이미 있던 논쟁에서 주장될 수 있는 권리를 요구하고 있다. 다른 사람들과 마찬가지로"라고만 말했다.
그리브스와 Blackmore는 모두 사탄의 성전에서의 활동에 대한 응답으로 살해 위협을 받았다고 말했다.
사탄의 성전도 긍정적인 관심을 불러일으켰다. Salon의 Valerie Tarico는 교리가 평등주의적이며 "대부분의 기독교인보다 예수의 말씀에 더 진실하다"고 썼다. 이러한 내용은 교리를 십계명보다 우월한 것으로 비교한 진보적 세속 인본주의 블로거 마이클 스톤(Michael Stone)으로부터 비롯되었다. 그는 그 교리가 "긍정적이고 친사회적 가치를 강조하는 더 도덕적이고 더 낙관적인 입장"을 제공한다고 주장하면서 사회적 반향을 일으켰다.
사탄의 성전은 그러한 비판에 대응할 때, 정치적 견해와 상관없이 언론의 자유가 우선 되어야 한다고 주장한다.
2020년에 발행된 책 "Speak of the Devil: 사탄의 성전이 우리가 종교에 대해 말하는 방식을 바꾸는 방법"은 사탄의 성전에 초점을 맞춘 최초의 학술 논문이다.

## 온라인 커뮤니티
사탄의 성전에는 공식 및 비공식 모두에 전용 온라인 커뮤니티가 많이 있다. 공식 온라인 커뮤니티는 주로 사탄의 성전의 교회에 속하며 사탄의 성전 공식 웹사이트 페이지에서 찾을 수 있다. 비공식 커뮤니티는 레딧이나 디스코드와 같은 다양한 위치에서 찾을 수 있다.

### 레딧
레딧의 "/r/SatanicTemple_Reddit"은 사탄의 성전 회원과 일곱 교리에 동의하는 사탄주의자를 위해 만든 비공식 레딧이다. 2019년 5월 7일에 처음 개설되었으며, 2022년 4월 기준 31,000명 이상의 회원이 가입해 있다. 이 하위 레딧은 6명의 사람이 중재한다.
이곳은 일반화된 비공식 사탄의 성전 온라인 포럼들 외에도 다른 웹사이트에 대한 색인 역할을 한다. 다음을 포함하는 링크 중 일부는 다음과 같다.
- 공식 웹사이트 및 사탄의 성전의 안수 프로그램 페이지
- /r/exchristian과 같은 기타 전 종교 하위 레딧
- "Luciena Library Index"라는 제목의 subreddit wiki에 열거된 교육 소스, 온라인 도구 및 지원 리소스[122]
- 사탄의 성전의 공식 FAQ를 가리키는 종교와 사탄의 성전에 대한 하위 레딧 FAQ[123]
- 사탄 숭배자들이 소유한 사업

하위 레딧은 "The Click"이라는 유튜버의 비디오에 등장했다.

## 분열 및 파생 그룹
사탄의 성전은 존재하는 동안 다른 사탄 종교 조직의 발전에 영감을 주었다. 일부는 우호적으로 발전했고 다른 일부는 종교적 분열을 통해 발전했다.

### 사탄의 세계 질서
사탄의 세계 질서(The Global Order of Satan)는 2018년에 만장일치로 불신임 투표를 한 후 사탄의 성전-UK와 런던 지부가 떠난 후 형성되었다.
분열은 사탄의 성전이 사탄의 성전-UK 지부의 2번의 연속적인 문제 제기로부터 시작되었다. 첫 번째는 승인되지 않은 캠페인에 참여하는 것이었고, 두 번째는 "인격 충돌"이었다.

## 같이 보기
- 악마 숭배